# Riksvei 9
De Riksvei 9 (Rijksweg 9) is een hoofdverbindingsweg in het zuiden van Noorwegen. De weg loopt van Kristiansand aan de kust, door het Setesdal naar Haukeli in het binnenland van Vestfold og Telemark. De totale lengte van de weg is 235,7 kilometer.
Het Setesdal was in het verleden moeilijk te bereiken. Vanuit het noorden was er een verbinding over de bergen naar Fyresdal. Deze verbinding was onderdeel  van de zogenaamde Bisschopsweg tussen Telemark en Stavanger. Deze route werd aangelegd omdat Telemark grotendeels onderdeel was van het bisdom Stavanger. 
Vanuit het zuiden werd vanaf halverwege de negentiende eeuw een postweg aangelegd die gezien kan worden als voorloper van riksvei 9. De aanleg van deze weg verliep traag. Begonnen werd in 1840, waarbij in 1867 Valle werd bereikt en in 1879 Bykle. Pas na de Tweede Wereldoorlog werd de ontbrekende schakel in de verbinding gelegd, toen de weg tot aan Grungedal in Telemark gereed kwam. 
In Grim, een buitenwijk van Kristiansand, staat nog steeds een bomstasjon (tolpoort). Zoals vrijwel overal in Noorwegen is dit een automatisch betaalpunt. De opbrengst wordt gebruikt om de weg te verbeteren met name door de bouw van een aantal tunnels. De weg is in principe het gehele jaar open, maar op het traject  tussen Hovden en Haukeli kan in de winter een beperking gelden.
Europese wegen:
E6 · E8 · E10 · E12 · E14 · E16 · E18 · E39 · E45 · E69 · E75 · E105 · E134 · E136
Riksveier:
2 · 
3 · 
4 · 
5 · 
7 · 
9 · 
12 · 
13 · 
15 · 
19 · 
20 · 
21 · 
22 · 
23 · 
25 · 
35 · 
36 · 
40 · 
41 · 
42 · 
44 · 
47 · 
52 · 
55 · 
70 · 
73 · 
77 · 
80 · 
83 · 
85 · 
92 · 
93 · 
94 · 
110 · 
111 · 
120 · 
150 · 
156 · 
159 · 
162 · 
163 · 
190 · 
191 · 
200 · 
282 · 
420 · 
451 · 
502 · 
509 · 
510 · 
518 · 
555 · 
562 · 
580 · 
616 · 
617 · 
658 · 
681 · 
706 · 
827 · 
833 · 
853 · 
862 · 
881 · 
887 · 
892 · 
893